# Шкотска књижевност
Шкотско писање има истакнуту позицију у светској књижевности, преко шкотских песника, романолога, писаца кратких прича, филозофа, сценариста, драмских писаца, приповедача, историчара и биографа.
Од херојских епова до оштре трагедије, у раној шкотској књижевности доминирала је поезија, а посебно Џон Барбоур (1320-1395), шкотски песник. Можда најпознатија личност у шкотској књижевности на међународном плану је Роберт Бурнс (1759-1796), чији се рад сваке године обележава широм света. Бурнсов рад укључује : Црвенa, црвенa ружa, Там О'Схантер и А Фонд Кис. Сир Волтер Скот (1771-1832), познат у Европи као творац модерног историјског романа, био је први британски писац који је постао позната јавна фигура која је прославила нову форму историјског романа. Његови романи, баладе, песме и остали текстови преведени су на скоро сваки велики светски језик, а највећи светски споменик аутору седи у Единбургу, обележавајући живот и рад шкотског аутора.

## Ранија дела
Најстарија досадашња литература на шкотском датира из друге половине 14. века. 
- Први писац белешке био је Џон Барбур. Написао је Брус (1376), песму о експлоатацијама краља Роберта I, који је неколико деценија раније обезбедио независност Шкотске од Енглеске.
- Хери д Минстрел ("Слепи Хери") наставио је Барбоур традицију састављања војног херојског епа тиме што је написао романсе "The Acts and Deeds of the Illustrious"  и "Valiant Champion Sir William Wallace , Knight of Elderslie" крајем 15. века.
- Уследила је софистицирана поезија као "The Kingis Quair" , приписана краљ Џејмсу I, написана око 1423. Садржи евентуално најфинију главну љубавну песму из 15. века.
- Великани - Роберт Хенрисон, Вилијам Данбар, Гевин Даглас и Сир Давид Линдси - били су под снажним утицајем дела енглеског песника Џофрија Чаусера.  Њихова дворанска романса и алегорије показују изразито украсну употребу језика који има богату етимолошку и идиоматску текстуру. Разложени стил њихове поезије, према неким критичарима, је претеран и вештачки, али су успели да увећају употребу књижевног шкотског и да комбинују елементе сатире и фантазије са високим стандардом поетског изражавања и дикције.

Постоје религијски радови на гелском језику, укључујући "Elegy for St Columba"  Далана Форгаила (око 597. год.) и "In Praise of St Columba" Бекан мак Луигдех( 677). На латинском они укључују "Молитва за заштиту" (приписује се Ст Мугинту), и "Алтус Просатор" ("Високи креатор"), око 597 године. Оно што је вероватно најважнији средњовековни рад написан у Шкотској, "Vita Columbae" од Адомнана (627 год.), такође је написан на латинском језику. Следећи најважнији комад шкотске хагиографије, "Живот св. Нинијана", написан је на латинском у осмом веку.

## 15—18. век
Шкотска проза током овог периода прошла је свој значајан развој, нарочито од 1450. до 1630. године. 
- Прва оригинална књижевна проза појављује се у теолошком писању Џона Ирског, који је био активан 1480. године.
- Нефлексибилан и ограничен шкотски језик 15. века постао је јаснији и мање романизован у историјским списима Џона Белендена и Џона Леслија, а посебно у историји реформе Џона Нока у Шкотској (1567).

17. век је био мање истакнуто доба књижевности у Шкотској. Уједињење Енглеске и Шкотске круне под Џејмсом I 1603. године и премештање шкотског суда у Енглеску лишавали су писце патронажног суда који је, у недостатку богате и средње класе, био неопходан за наставак постојања секуларне књижевности на овом језику. Баладе попут Роберта Семпила "Живот и смрт Хабија Симсона, Пајпер Килбархана" (1640), одржавале су народну традицију на ивицама све више англизираног тела шкотског писања. 
Почетком 18. века развијена је културна реакција против импликација уједињења Енглеске са Шкотском (1707). Ова реакција обележила је појављивање бројних антологија и популарних и књижевних шкотских стихова. Такви радови као што је Џејмс Вотсонова збирка комичних и серијских шкотских песама (1706) и Алан Рамсаиова "The Ever Green" (1724), међутим, док намерно позивају на досадашња достигнућа на шкотском, могли би да служе само да истакну постепену англикацију језика. Овај процес је на крају довео до развоја таквих великих шкотских песника као што су Роберт Бернс и Роберт Фергусон, који су писали на енглеском и на шкотском језику и који су произвели значајна дела.
Након Бернсове смрти, 1796. године, Волтер Скот је постао најпознатији шкотски писац прве половине 19. века. Скот је писао поезију и прозу на енглеском језику, али његови радови су испуњени историјом Шкотске. Скот се сматра оснивачем савременог историјског романа, знатно је утицао на књижевност на енглеском, мада је такође засенио колеге књижевнике из Шкотске. Такође, на енглеском језику су током 19. века писали Џејмс Хог (који је открио Скота), Томас Карлајл, Маргарет Олипант и Роберт Луис Стивенсон. У раније књиге Ј.М. Берија, 1880-их година, ушао је и његов ранији живот у Шкотској. Шкотску књижевност овог периода у великој мери су обликовали Шкоти који су писали на Енглеском, а често и живели изван Шкотске.

## 19. и 20. век
После Првог светског рата долази "ренесанса" у књижевности (посебно поезији) у Шкотској. Шкоти у то време покушавају да обнове престиж језика и да га модернизују. Шкотска ренесанса је такође названа Оживљавање Лаланса - израз Лаланс који је Бурнс користио да би се односио на језик - а усредсређен је на Хју МекДиармида, песника који је изразио модерне идеје у мешавини архаичних речи оживљених из 16. века и различитих шкотских дијалеката. Обогаћени језик који се појавио понекад су звали његови критичари синтетички шкотски, или пластични шкотски. Нова интелектуална клима такође је утицала на развој нове генерације шкотских песника после Другог светског рата који су названи Лаланс Макари поезије.
Међутим, као у 19. веку, најистакнутији шкотски аутори су и даље они који су углавном писали на енглеском језику. У другој половини 20. века Џорџ Макаи Браун прославио је Оркнеов живот у стиховима, кратким причама и романима, а Мјуриел Спарк је написала духовите загонетне приче и романе. Аласдаир Греј је деценијама писао свој роман "Ланарк", који је револуционирао шкотску књижевност када је коначно био објављен 1981. године. Даглас Дунове песме и романе Ирвина Велса живописно описују живот радничке класе. На прелому 21. века, три писца који раде у Шкотској - Ј.К. Ролинг, Иан Ранкин и Алекандер МекКал Смит објавили су низ популарних романа који су стигли до глобалне публике.